# Paruline ardoisée
Myioborus miniatus
Espèce
Répartition géographique
Statut de conservation UICN

 LC  : Préoccupation mineure
La Paruline ardoisée (Myioborus miniatus) est une espèce de passereaux appartenant à la famille des Parulidae.

## Description

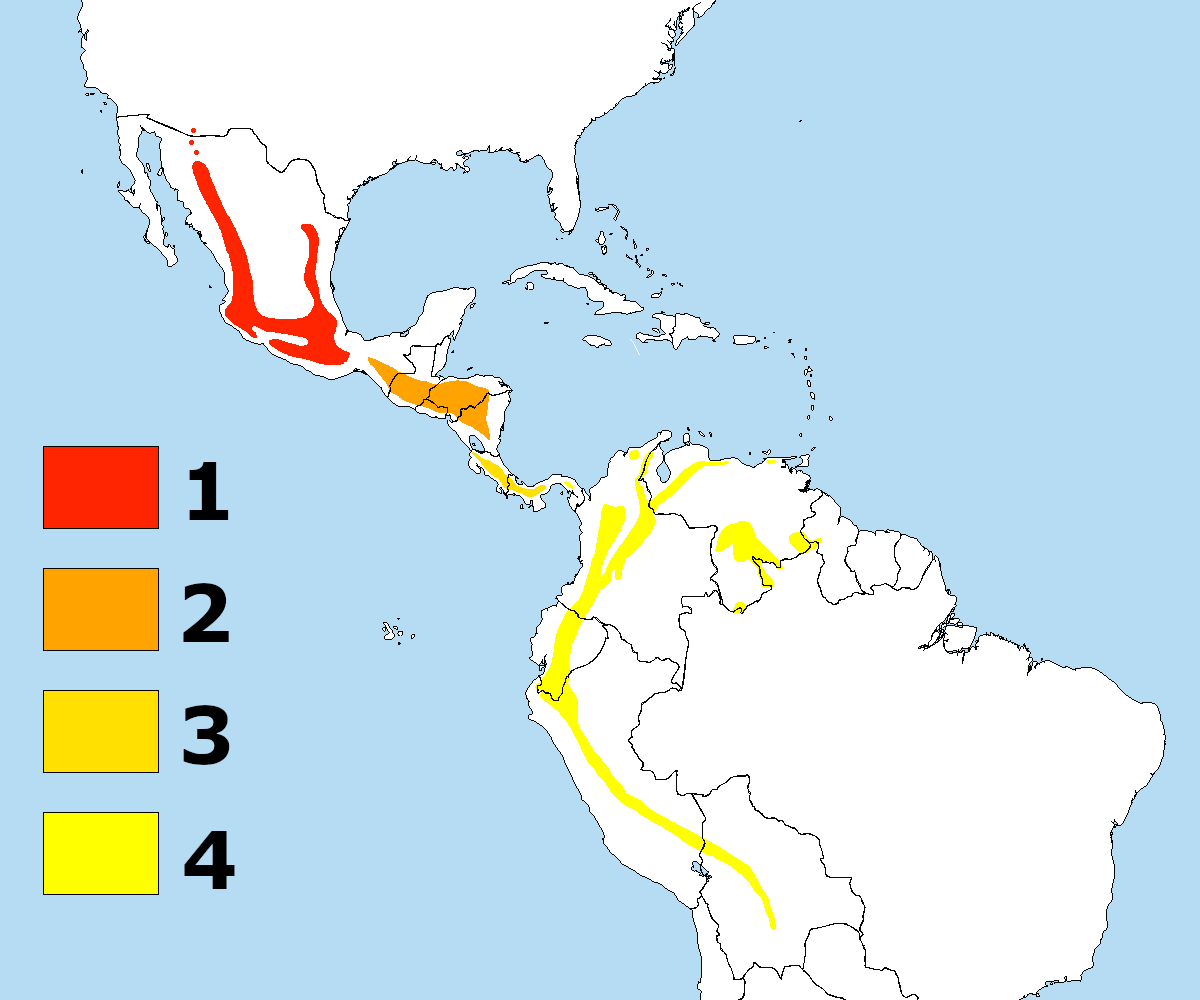
Répartition de la couleur ventrale de la paruline ardoisée.

Cet oiseau est gris ardoisé avec la tête et la gorge noire. Il a une tache rouge sur la tête.
La couleur ventrale varie du rouge au jaune en fonction de sa latitude à travers la cordillère américaine,.

## Alimentation
Il se nourrit d'insectes.

## Répartition
On la trouve de façon disjointe dans les forêts humides d'altitude du Mexique, d'Amérique centrale, des Andes boréales, de la cordillère de la Costa (Venezuela) et les tepuis. L'espèce possède un ventre rougeâtre dans la partie septentrionale de son aire de répartition.

## Sous-espèces
Selon la classification de référence du Congrès ornithologique international (14.2, 2024) il existe 12 sous-espèces :
- Myioborus miniatus miniatus (Swainson) 1827 — Sierra Madre occidentale
- Myioborus miniatus molochinus Wetmore 1942 — Sierra Madre orientale
- Myioborus miniatus intermedius (Hartlaub) 1852  — Chiapas et ouest du Guatemala
- Myioborus miniatus hellmayri Van Rossem, 1936 — Guatemala
- Myioborus miniatus connectens Dickey & Van Rossem 1928 — Nicaragua
- Myioborus miniatus comptus Wetmore, 1944 — cordillère de Talamanca (Costa Rica)
- Myioborus miniatus aurantiacus (Baird,SF) 1865 — cordillère de Talamanca (Panama)
- Myioborus miniatus ballux Wetmore & Phelps 1944 — Andes colombiennes
- Myioborus miniatus sanctaemartae Zimmer 1949 — Sierra Nevada de Santa Marta
- Myioborus miniatus pallidiventris (Chapman) 1899 — cordillère de la Costa (Venezuela)
- Myioborus miniatus subsimilis Zimmer 1949 — Andes boréales
- Myioborus miniatus verticalis (d'Orbigny & Lafresnaye) 1837 — tepuys

## Galerie

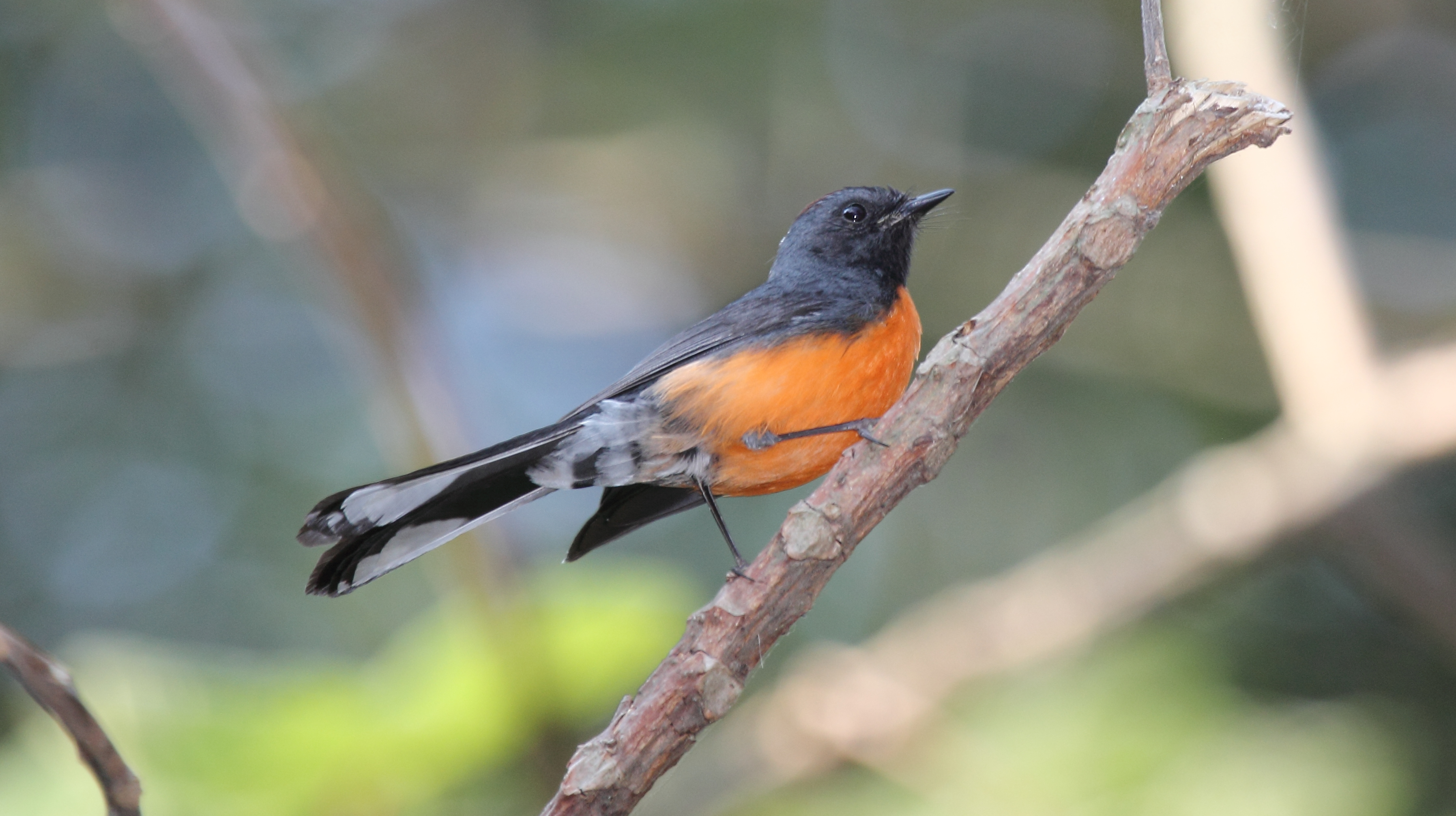
Sous-espèce à ventre orange (Guatemala).
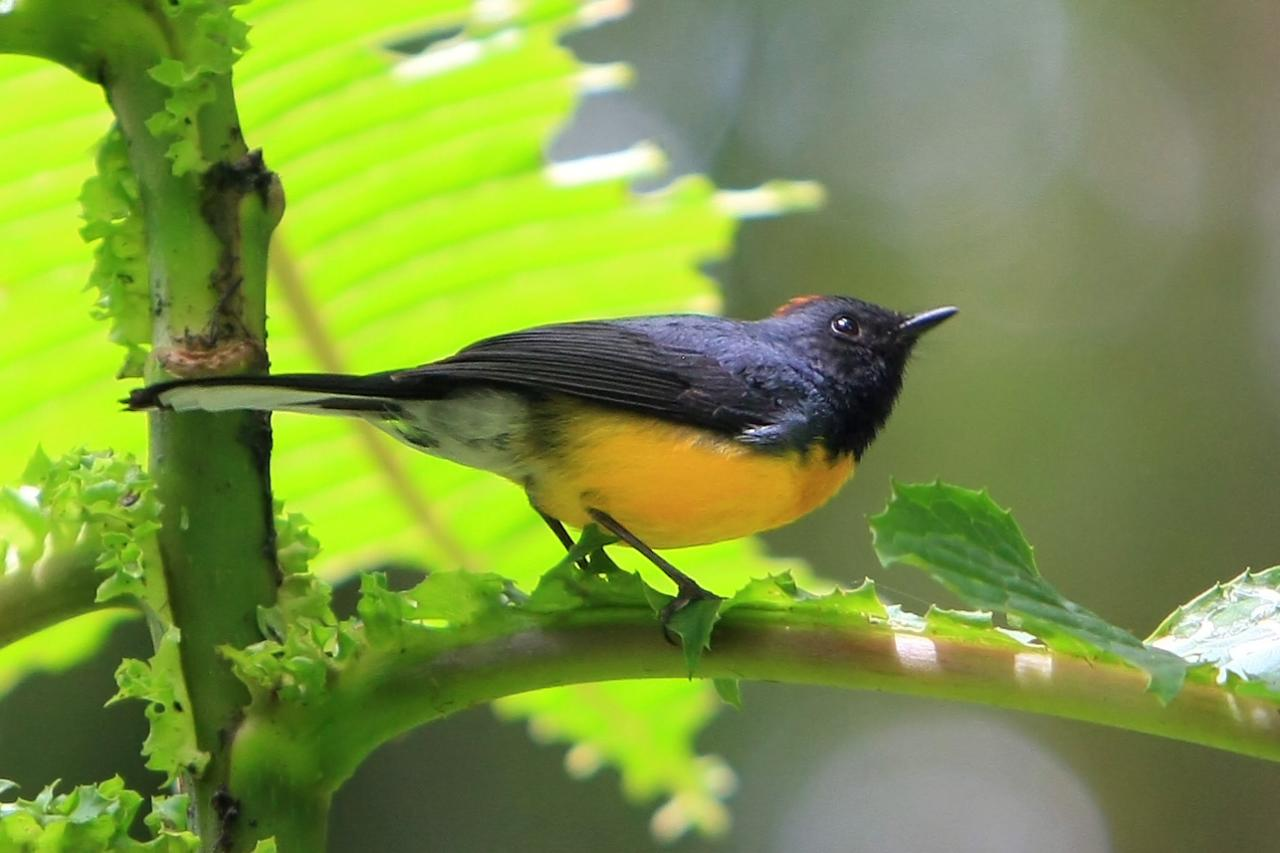
Sous-espèce à ventre jaune-orangé (Costa Rica).
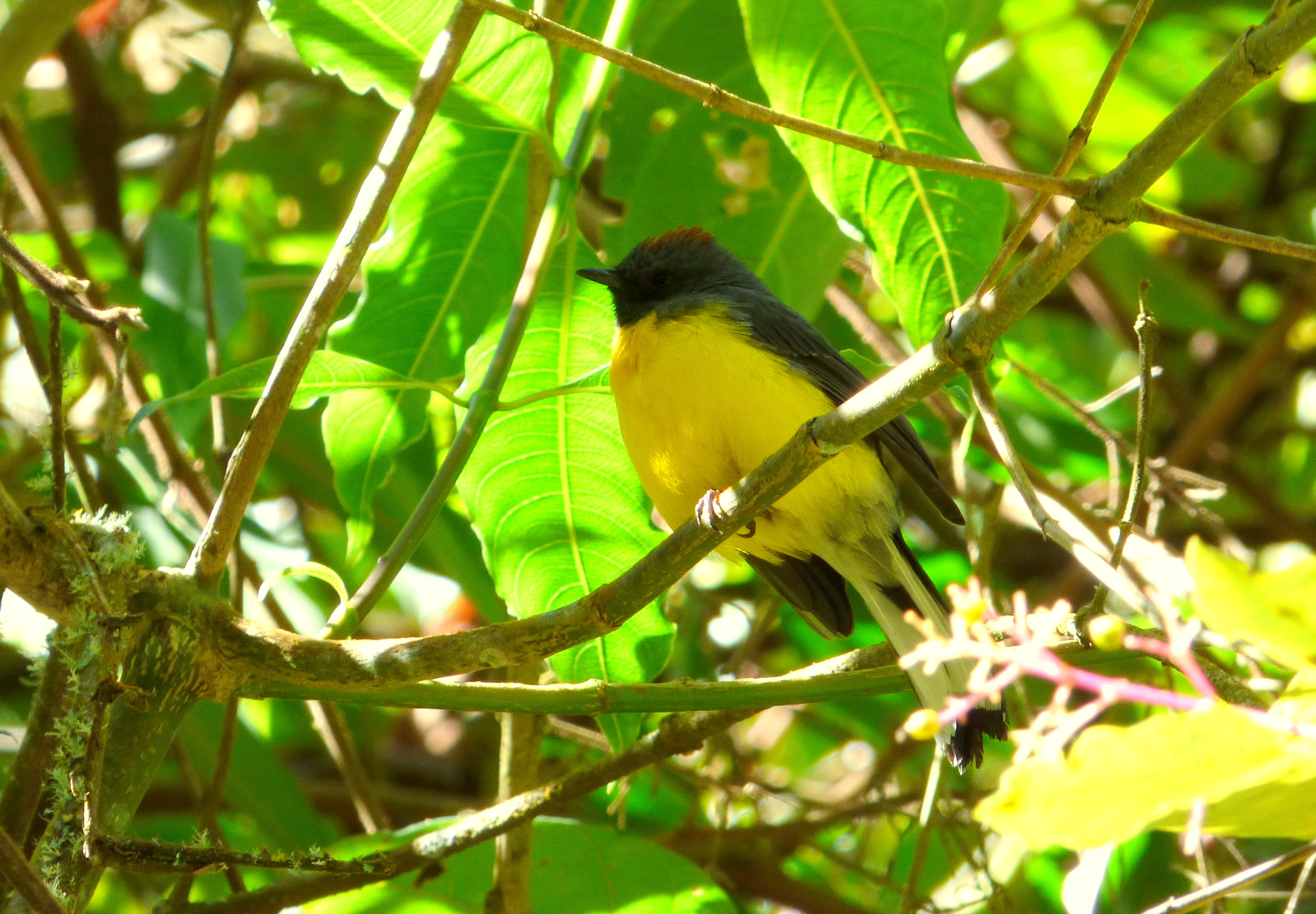
Sous-espèce à ventre jaune (Colombie).